# Microsoft Sam
En Microsoft Windows 2000 y Windows XP, Microsoft Sam es el nombre de la voz por defecto del Text-To-Speech utilizado también para el lector de pantalla incorporado en el sistema operativo.
Hay otras voces disponibles en otros paquetes, como Microsoft Office o Microsoft Reader add-ons, como Lernout & Hauspie Michael y Lernout & Hauspie Michelle. Usted puede elegir la voz que desea utilizar con el panel de control del Discurso cuadro de diálogo.
Está diseñado para ser utilizado con un lector de pantalla para personas con discapacidades visuales. En el Panel de control se puede probar como suena cada voz antes de usarlo introduciendo una frase deseada.
En Windows Vista y Windows 7, fue sustituido por Microsoft Anna, quien fue sustituida en Windows 8 por 3 voces más naturales: Microsoft David (voz masculina en inglés estadounidense), Hazel (voz femenina en inglés británico) y Zira (voz femenina en inglés estadounidense).
.